# Rotgesicht-Bartvogel
Der Rotgesicht-Bartvogel (Lybius rubrifacies) ist eine Art aus der Familie der Afrikanischen Bartvögel. Die Art kommt in Afrika in einem verhältnismäßig kleinem Verbreitungsgebiet in Äquatornähe vor. Es werden keine Unterarten unterschieden. Die IUCN stuft den Rotgesicht-Bartvogel als potentiell gefährdet ein und führt ihn entsprechend in der Vorwarnstufe „near threatened“.

## Erscheinungsbild
Die Männchen des Rotgesicht-Bartvogel erreichen eine Flügellänge von 8,5 bis 9 Zentimetern. Die Schwanzlänge beträgt 4,8 bis 5,6 Zentimeter. Der Schnabel wird zwischen 1,9 und 2,4 Zentimeter lang. Weibchen haben ähnliche Körpermaße. Es besteht – wie für Zahnbartvögel charakteristisch – kein auffälliger Sexualdimorphismus.
Männchen und Weibchen haben ein überwiegend schwarzes Körpergefieder, Kehle, Bauch und Flügel sind etwas bräunlicher. Die Stirn, die vorderen Ohrdecken und die Wangen sind rot, bei einigen Individuen auch orangerot. Einige Individuen weisen am vorderen Oberkopf, dem Kinn und der Kehle rötliche Punkte auf. Die Schwingen sind außerdem gelb bis gelbweiß gesäumt. Der Schnabel ist hornfarben grau, dunkelgrau oder schwarz. Die unbefiederte Haut rund um die Augen ist bräunlich, die Augen sind rotbraun bis dunkelbraun. Die Beine und Füße sind grau bis schieferfarben. Jungvögel sind etwas matter als die adulten Vögel gefärbt. Ihr Gefieder wirkt insgesamt bräunlicher oder grauer. 
Verwechslungsmöglichkeiten bestehen mit dem Halsband-Bartvogel, der Rotgesicht-Bartvogel weist jedoch weniger rot im Gesicht auf und er hat keine gelb gefiederten Körperpartien. 

## Verbreitungsgebiet
Der Rotgesicht-Bartvogel kommt nur im Osten von Ruanda und Burundi sowie dem Nordwesten von Tansania vor. In Uganda kommt er nur in einer Region vor, nämlich dem Lake Mburo National Park im Südwesten Ugandas. Das Verbreitungsgebiet erstreckt sich über 34.000 Quadratkilometer. In Ruanda ist der Rotgesicht-Bartvogel stellenweise häufig, allerdings wird seit Mitte der 1990er Jahre ein Populationsrückgang festgestellt. Der Rotgesicht-Bartvogel gehört unter anderem zur Avifauna des Akagera-Nationalparks und der Habitatverlust in diesem Park ist charakteristisch für das gesamte Verbreitungsgebiet des Rotgesicht-Bartvogels. Die Parkfläche des Akagera-Nationalparks in einer Höhe von 1250 bis 1825 m entsprach ursprünglich weitgehend dem Verbreitungsgebiet der Tse-Tse-Fliege in Ruanda, sodass hier über viele Jahre keine Konkurrenz zwischen landwirtschaftlicher Nutzung und Naturschutz bestand. Der Park bildete mit angrenzenden Schutzgebieten in Uganda und Tansania ein größeres geschütztes Ökosystem zwischen Viktoriasee und zentralafrikanischem Graben. Ende der 1980er Jahre nahm der Bevölkerungsdruck erheblich zu. Neben der Verkleinerung der Parkfläche wirkte sich dann auch der Bürgerkrieg der 1990er Jahre und die auf Parkgebiet errichteten Flüchtlingslager sehr belastend auf das Ökosystem aus. Der Park umfasst statt der früheren 2.850 Quadratkilometer heute eine Fläche von ca. 900 km².
Bestandsschätzungen für den Rotgesicht-Bartvogel liegen nicht vor.

## Lebensweise
Der Rotgesicht-Bartvogel kommt in offenen Waldgebieten oder auf baumbestandenem Grasland vor. Er lebt in Paaren oder kleinen Trupps von bis zu sieben Individuen. Bei den Mitgliedern eines Trupps handelt es sich vermutlich um die Elternvögel und ausgewachsenem, aber noch nicht verpaarten Nachwuchs aus früheren Gelegen. Die Nahrung besteht überwiegend aus Beeren und Früchten. Insekten spielen eine nachrangige Rolle in der Ernährung. Rotgesicht-Bartvögel sind Höhlenbrüter, die ihre Nisthöhlen selber zimmern. Über die Fortpflanzungsbiologie ist ansonsten nichts bekannt.

## Belege